# Tito Marchioro
Tito Marchioro, né à Venise  le 12 août 1931  et mort dans la même ville le 16 février 2004 est un auteur de bande dessinée italien, dont une partie de l'œuvre revêt un caractère érotique,.

## Biographie
Né à Venise le 12 août 1931, Tito Marchioro fait ses débuts dans le monde de la bande dessinée, travaillant de 1961 à 1970 pour le marché français et réalisant pour les périodiques des Editions Aventures et Voyages la série Silver delle Colline, personnage médiéval qui rappelle Robin des Bois.
Au début des années 1970, il reprend «  Lucifera », mensuel d'histoires sataniques dans un cadre médiéval dont les quinze premiers numéros sont de  Leone Frollo et que Marchioro termine jusqu'en août 1980. En 1977, dans « Storie Nere  » éditée par la maison d'édition Publistrip  il publie une ou deux histoires complètes du genre « chronique noire » par numéro. En 1981, il publie « Odissea », une version féminine du poème homérique, publié par Ediperiodici.
À partir de 1982, Tito Marchioro collabore avec Edifumetto en illustrant une série de pochettes pour adultes comme Attualità proibita (1982), Malavita internazionale, Amori Scandalosi (1984), Telenovela vietata (1983), La Peccatrice (1984), Casino (1985),  Nera Express (1987) et Serie inferno (1989).
En 1991, la carrière de Tito Marchioro a été marquée par une incursion dans le monde sportif réalisant des bandes dessinées pour chaque numéro de Squadra Mia et Campioni Squadra Mia, ainsi que des articles et chroniques thématiques, des séries consacrées aux trois équipes de football italien Milan AC, Inter de Milan et Juventus.
La même année, il réalise les caricatures de Quelli della Lega, une publication satirique au format tabloïd, éditée par la F.D.A. Editrice, pour laquelle il réalise également La Vera Storia di Alberto da Giussano, une bande dessinée historique qui paraît en un seul livre en 1992.
Au début des années 1990, Tito Marchioro reprend sa collaboration avec Ediperiodici (it) en signant les deux épisodes complets du premier numéro de la bande dessinée pour adultes Arrapescion (avril 1991), et l'érotique Hostess for men, alternant les dessins avec Bruno Marraffa (it).
Tito Marchioro est mort à Venise le 16 février 2004.

## Œuvre

### Albums
- Brik, Aventures et Voyages, collection Mon journal

215. Chez les Incas, scénario de Carlos Albiac, Paul Bérato et Silverio Pisu, dessins de Tito Marchioro, Ángel Alberto Fernández et Alberto Castiglioni, 1986
217. Le Galion du Maharadjah, scénario de Paul Bérato et Silverio Pisu, dessins de Tito Marchioro et Alberto Castiglioni, 1987
- Les Drôlesses, Elvifrance

16. La Reine des nouilles, scénario et dessins de Tito Marchioro et Nicola Del Principe, 1986
18. Microbes, scénario et dessins de Tito Marchioro et Nicola Del Principe, 1986
19. Sans dessus dessous, scénario et dessins de Tito Marchioro et Nicola Del Principe, 1986
21. Compte dessus et bois du lait, scénario et dessins de Tito Marchioro et Nicola Del Principe, 1986
23. C'était pourtant une bonne idée !, scénario et dessins de Tito Marchioro et Nicola Del Principe, 1987
27. C'est pas de cul, scénario et dessins de Tito Marchioro et Nicola Del Principe, 1987
- En garde !, Aventures et Voyages, collection Mon journal

75. Le Marais de Suhaitay, scénario de Víctor Mora, Mino Milani et Roger Lécureux, dessins de Tito Marchioro, Francisco Darnis et Giancarlo Alessandrini, 1981
76. Le Procès, scénario de Víctor Mora, Mino Milani et Roger Lécureux, dessins de Tito Marchioro, Francisco Darnis et Enric Sió, 1982
81. Bataillon disciplinaire, scénario de Julio Alfredo Grassi, Roger Lécureux et Víctor Mora, dessins de Francisco Darnis, Alberto Salinas et Tito Marchioro, 1983
82. Le Boudin, scénario de Julio Alfredo Grassi, Roger Lécureux et Victor Mora, dessins de Francisco Darnis, Alberto Salinas et Tito Marchioro, 1983
- Part'house, scénario et dessins de Tito Marchioro, Elvifrance

1. Gare à tes miches, 1991
2. Un peu conne sur les bords, 1991
3. Garantie première main, 1991
4. Ch'touillé party, 1992

- Série Rose, Elvifrance

12. C'est pas pour la vue…, scénario et dessins de Tito Marchioro, 1989
- Veaux de Ville, Elvifrance

11. Braques aux trousses, scénario de Tito Marchioro et Pierre, dessins de Tito Marchioro et Dino Leonetti, 1987